# IV Форум политических партий БРИКС
IV Форум политических партий БРИКС (официальное название — «Диалог политических партий БРИКС+») проходил с 18 по 21 июля 2023 года в южноафриканском городе Йоханнесбурге. Девиз мероприятия гласил: «БРИКС и Африка: партнерство в интересах совместного ускоренного роста, устойчивого развития и инклюзивной многосторонности». На Форум было приглашено более 40 политических партий из 34 стран мира, в том числе 23 страны Африки.

## Участники
В мероприятии приняли участие высокопоставленные гости из 34 стран мира, в том числе Президент ЮАР С.Рамафоса, Генеральный секретарь Африканского национального конгресса Ф.Мбалула, Заведующий Международным отделом ЦК Коммунистической партии Китая Лю Цзяньчао, сенатор Российской Федерации А. А. Климов и депутат Государственной Думы от КПРФ А. В. Прокофьев. В ходе главного пленарного заседания с речами выступили бывшие Президенты ЮАР Т.Мбеки и К.Мотланте, бывший Президент Нигерии О.Обасанджо, а также бывший Президент Мозамбика Ж.Чиссано. Всего в мероприятии приняли участие 40 политических партий, в том числе:
| Страна              | Политическая партия                                                          |
| ------------------- | ---------------------------------------------------------------------------- |
| Бразилия            | Партия трудящихся                                                            |
| Китай               | Коммунистическая партия Китая                                                |
| Россия              | «Единая Россия»                                                              |
| Россия              | Коммунистическая партия РФ                                                   |
| Индия               | «Бхаратия джаната парти»                                                     |
| Индия               | Индийский национальный конгресс                                              |
| ЮАР                 | Африканский национальный конгресс                                            |
| Мозамбик            | ФРЕЛИМО                                                                      |
| Намибия             | Народная организация Юго-Западной Африки (СВАПО)                             |
| Зимбабве            | Зимбабвийский африканский национальный союз — Патриотический фронт (ЗАНУ-ПФ) |
| Танзания            | Чама Ча Мапиндузи                                                            |
| Алжир               | Фронт национального освобождения                                             |
| Бурунди             | Национальный совет обороны демократии                                        |
| Республика Конго    | Конголезская партия труда                                                    |
| Эфиопия             | Партия процветания                                                           |
| Кот-д’Ивуар         | «Африканская народная партия - Кот-д'Ивуар»                                  |
| Лесото              | Коммунистическая партия Лесото                                               |
| Лесото              | Партия Конгресса Басутоленда                                                 |
| Нигерия             | Народная демократическая партия                                              |
| Маврикий            | Боевое социалистическое движение                                             |
| Руанда              | Руандийский патриотический фронт                                             |
| Южный Судан         | Народная армия освобождения Судана                                           |
| Иран                | «Исламская коалиция»                                                         |
| Эсватини            | Коммунистическая партия Свазиленда                                           |
| Турция              | Партия справедливости и развития                                             |
| Уганда              | Движение национального сопротивления                                         |
| Замбия              | Единая национальная независимая партия                                       |
| САДР                | ПОЛИСАРИО                                                                    |
| Вьетнам             | Коммунистическая партия Вьетнама                                             |
| Куба                | Коммунистическая партия Кубы                                                 |
| Венесуэла           | Единая социалистическая партия Венесуэлы                                     |
| Никарагуа           | Сандинистский фронт национального освобождения                               |
| Палестина           | Организация освобождения Палестины                                           |
| Сан-Томе и Принсипи | Движение за освобождение Сан-Томе и Принсипи / Социал-демократическая партия |

## Ход мероприятия
В ходе мероприятия было проведено пять секционных заседаний, которые касались следующих тем
1. Партнерство в интересах совместного ускоренного роста и устойчивого развития по линии БРИКС-Африка;
2. Инклюзивные многосторонние и совместные действия по продвижению мира и безопасности через диалог и переговоры;
3. Определение путей к справедливому и эффективному партнерству в рамках БРИКС в сфере торговли;
4. Обмен опытом по обновлению и управлению политическими партиями и взаимовыгодный обмен знаниями между цивилизациями;
5. Укрепление институциональной структуры БРИКС и расширение объединения.

Решения каждого из секционных заседаний были отражены в Итоговом заявлении Форума.

## Йоханнесбургская декларация
По итогам мероприятия была принята Йоханнесбургская декларация, в которой были отражены основные договоренности, к которым пришли политические партии — участницы Форума.
В декларации отмечается особая роль Целей устойчивого развития ООН и «Повестки-2063» Африканского союза. Политические партии договорились совместно бороться с такими проблемами, как бедность, голод и глобальное неравенство, а также противодействовать так называемым «новым угрозам и вызовам».
Политические партии «приветствовали усилия стран БРИКС и их партнеров по поиску долгосрочного и приемлемого решения украинского конфликта в той манере, которая поощряет диалог и дипломатию». Помимо этого, партии призвали к признанию независимого Государства Палестина в соответствии с Резолюцией Совета Безопасности ООН 2334. Также была сделана отметка о Резолюции Совета Безопасности ООН 1514 по вопросу Западной Сахары.
Политические страны призвали к расширению объединения БРИКС. Это решение было впоследствии принято на XV саммите БРИКС в Йоханнесбурге.